# Lactarius wirrabara
Lactarius wirrabara é um fungo que pertence ao gênero de cogumelos Lactarius na ordem Russulales. Foi descrito cientificamente em 1997 e é encontrado na Austrália.